# Družinska vas
Družinska vas este o localitate din comuna Šmarješke Toplice, Slovenia, cu o populație de 295 de locuitori.